# دون زيمرمان (مونتير)
دون زيمرمان (بالإنجليزية: Don Zimmerman) هو مونتير أمريكي، ولد في 1944 في الولايات المتحدة.

## وصلات خارجية
- دون زيمرمان على موقع IMDb (الإنجليزية)
- دون زيمرمان على موقع ألو سيني (الفرنسية)
- دون زيمرمان على موقع أول موفي (الإنجليزية)
- دون زيمرمان على موقع قاعدة بيانات الأفلام السويدية (السويدية)
- دون زيمرمان على موقع قاعدة بيانات الفيلم (الإنجليزية)
- دون زيمرمان على موقع كينوبويسك (الروسية)